# Friedhof der Kuscheltiere
Friedhof der Kuscheltiere ist ein Roman des Schriftstellers Stephen King aus dem Jahr 1983 und gilt als das kommerziell erfolgreichste Werk des Autors. Der Roman wurde durch den Verlag Doubleday 1983 unter dem Originaltitel Pet Sematary veröffentlicht. Die deutsche Übersetzung von Christel Wiemken wurde erstmals 1985 durch den Verlag Hoffmann und Campe herausgegeben.

## Handlung
Louis Creed übernimmt den Posten als Leiter der Krankenstation der University of Maine. Gemeinsam mit seiner Frau Rachel und den Kindern, der fünfjährigen Ellie und dem zweijährigen Gage, bezieht er ein idyllisches Einfamilienhaus in dem kleinen Ort Ludlow nahe der Route 15. Er entwickelt eine Freundschaft zu seinem Nachbarn Jud Crandall, der viel Wissenswertes über Ludlow zu erzählen weiß und der Familie auch den Haustier-Friedhof Pet Sematary (bewusste engl. Falschschreibung von Pet Cemetery) auf einer Waldlichtung zeigt.
Die kleine Familie lebt sich schnell in Ludlow ein, doch die Arbeit auf der Krankenstation beginnt für Louis Creed mit einem Schock. Der Student Victor Pascow wird beim Joggen von einem Pkw gegen einen Baum geschleudert und mit einem zerschmetterten Kopf auf der Krankenstation eingeliefert, wo er stirbt. Pascow röchelt Louis mit seinen letzten Worten eine Warnung entgegen, in der er den Tierfriedhof erwähnt. Er erscheint Louis in der darauffolgenden Nacht und führt ihn zu dem Tierfriedhof, allerdings ist Louis am nächsten Tag davon überzeugt, nur geträumt zu haben.
Während Rachel mit den Kindern auf Besuch bei ihren Eltern weilt, wird der Kater der Familie, Winston Churchill (kurz: Church), vom Nachbarn Jud tot aufgefunden. Der Kater wurde offensichtlich an der Route 15 überfahren. Jud führt Louis noch am selben Abend zum Tierfriedhof, um den Kater zu beerdigen. Zu Louis’ Überraschung führt er ihn jedoch weiter, über einen großen Windbruch und das „Moor der kleinen Götter“, in dem unheimliche Geräusche zu hören sind, auf ein verstecktes Felsplateau, den ehemaligen Begräbnisplatz der Mi’kmaq-Indianer. Nachdem Louis Church begraben hat, erscheint der Kater am nächsten Tag im Hause der Creeds. Doch die „Wiedergeburt“ des Katers hat Schattenseiten: Er riecht penetrant nach Erde und sein Wesen ist auf beunruhigende Weise verändert. Jud erzählt Louis, dass er selbst als Kind seinen toten Hund auf dem Indianerfriedhof begraben hat und dieser ebenfalls wieder zurückkehrte. Er berichtet auch, dass die Existenz des Indianerfriedhofes und seine besondere Wirkung unter den alteingesessenen Bewohnern von Ludlow ein offenes Geheimnis ist. Als Motivation für seine Hilfe bei der „Wiederbelebung“ des Katers gibt Jud an, er habe Louis helfen wollen, da seine Frau und Tochter mit dem Tod nicht umgehen könnten, räumt aber widerwillig auch ein, dass das Wissen um den Indianerfriedhof den Drang mit sich bringt, anderen Leuten davon zu erzählen. Auf Louis’ Frage, ob jemand dort oben schon einmal einen Menschen begraben habe, reagiert Jud sehr heftig – so etwas dürfe man nicht einmal denken.
Louis’ Familie, die von Churchs Tod und seiner Wiederauferstehung nichts mitbekommen hat, nimmt die Veränderungen in dessen Charakter nur unbewusst wahr. So neigt der Kater verstärkt dazu, kleinere Tiere wie Mäuse oder Ratten, einmal aber auch eine Krähe, auf sadistische Weise zu töten. Kurze Zeit später wird auch Gage von einem Lastwagen auf der Route 15 überfahren und getötet. Nach dessen Beerdigung schickt Louis seine Frau und seine Tochter zu den Großeltern nach Chicago. Louis trifft die folgenschwere Entscheidung, seinen Sohn ebenfalls auf dem Felsplateau zu beerdigen, obwohl Jud, der Verdacht geschöpft hat, ihn eindringlich davor warnt: Jud erzählt, dass ein Einwohner Ludlows während des Zweiten Weltkrieges seinen gefallenen Sohn auf dem Indianerfriedhof begraben hat und der Tote dann als bösartiges Monster zurückkehrte, bis sein Vater es tötete. Er habe Louis diese Geschichte bislang nicht erzählen wollen, doch jetzt sei es nötig, um ihn davon abzuhalten, seinen Sohn dort oben zu begraben.
Louis ignoriert diese Erzählung jedoch, gräbt die Leiche seines geliebten Sohnes aus, wandert zum Friedhof der Mi’kmaq-Indianer und begräbt ihn dort. Auf dem Weg dorthin glaubt er, im Moor dem bösen Geist Wendigo begegnet zu sein. Währenddessen ist Rachel durch Träume und Fantasien ihrer Tochter, in denen ihr Pascow prophezeit, dass ihrem Vater auf dem Haustier-Friedhof etwas Schreckliches passieren wird, sowie ein eigenes ungutes Gefühl gewarnt und macht sich auf den Weg zurück nach Ludlow. Louis legt sich nach seiner anstrengenden Unternehmung mit Schmerzen ins Ehebett und schläft ein. Gage kehrt, wie schon zuvor Church, zum Haus zurück. Er nimmt sich das Skalpell seines Vaters, geht hinüber zu Jud und tötet ihn auf grausame Weise. Rachel hatte in der Nacht mit Jud telefoniert und der bat sie, als erstes ihn zu besuchen, wenn sie in Ludlow angekommen sei. Sie begibt sich also in Juds Haus und wird ebenfalls Opfer von Gage, da sie in ihm nichts Böses, sondern immer noch ihren kleinen Sohn sieht.
Wenig später erwacht Louis aus seinem Schlaf und bemerkt das verschwundene Skalpell. Er bereitet mehrere tödliche Morphiumspritzen vor und schläfert mit der ersten Church ein. Als er ins Nachbarhaus geht und die Leichen von Jud und Rachel vorfindet, tötet er Gage, indem er ihm zwei Spritzen verabreicht. Anschließend brennt er das Haus nieder. Louis’ hinzugekommener Assistent sieht, wie Louis sich mit seiner toten Frau wieder auf den Weg zum Felsplateau macht. Louis sagt ihm, dass er bei Gage „zu lange gewartet“ habe und er nur deshalb böse geworden sei. Der Roman endet mit Rachels Rückkehr; ob auch ihr Wesen sich verändert hat, bleibt offen.

## Verknüpfungen mit anderen Werken
- Jud Crandall erzählt von einem tollwütigen Bernhardiner, der vor Jahren vier Menschen in Maine auf grausame Weise tötete. Damit ist offensichtlich Cujo aus dem gleichnamigen Roman gemeint.
- Als Rachel aufgrund ihrer Vorahnungen mit dem Auto zurück nach Ludlow zu Louis fährt, passiert sie ein Schild, das eine Ausfahrt nach Jerusalem’s Lot anzeigt. Sie hat beim Lesen des Ortsnamens ein ungutes Gefühl: „Was für ein merkwürdiger Name. Er klingt irgendwie unerfreulich. Kommen Sie, schlafen Sie in Jerusalem …“ Dies ist eine Anspielung auf die unheimlichen Geschehnisse in Kings Roman Brennen muss Salem.
- Das mordende, untote Kleinkind wird auch in Schlaflos namentlich erwähnt, als Ralph Roberts in ein Lager eindringt und dort Gages verschollenen Turnschuh findet.
- Bei dem Transport von Gages Sarg wird erwähnt, dass einer der Särge nach Derry gebracht wird. Kings Roman Es spielt dort. Auch in seinem Roman Der Anschlag spielen Teile der Handlung in Derry.
- In Ludlow lebt auch Thad Beaumont aus Stark – The Dark Half.

## Rezeption und Bearbeitungen

### Verfilmungen
Das Buch wurde 1989 von der Regisseurin Mary Lambert, ebenfalls unter dem Titel Friedhof der Kuscheltiere, verfilmt. 1992 erschien die Fortsetzung Friedhof der Kuscheltiere II.
Im Oktober 2017 wurde von Paramount eine weitere Verfilmung des Buches angekündigt. Als Regisseure wurden Kevin Kölsch und Dennis Widmyer verpflichtet. Anfang April 2019 kam die Neuverfilmung in die Kinos. Ein dazugehöriges Prequel wurde unter dem Titel Friedhof der Kuscheltiere: Bloodlines am 6. Oktober 2023 ins Programm von Paramount+ aufgenommen.

### Musik
Die Punkrock-Band Ramones, die in dem Roman mehrmals erwähnt wird, schrieb einen Song mit dem Titel Pet Sematary, der auf dem Roman basiert und als Soundtrack für den Film diente. Dieser Song wurde 1989 für die Goldene Himbeere in der Kategorie „Schlechtester Song“ nominiert. Die NDH-Band Rammstein coverte den Song später mit Erlaubnis der Band. Die Gruppe E Nomine variierte das Thema in dem Lied Das Wiegenlied.
Der Name der deutschen Punkrock-Band Pascow geht auf den Charakter Victor Pascow zurück.

## Trivia
Der Originaltitel Pet Sematary ist gewollt orthographisch inkorrekt geschrieben. Orthographisch korrekt hieße es Pet Cemetery. Die falsche Schreibweise erscheint in der Geschichte auf einem von Kindern geschriebenen Schild am „Friedhof der Kuscheltiere“ und wurde für den Originaltitel des Buches übernommen. In der deutschsprachigen Ausgabe wird es im Text mit „Haustier-Fritof“ übersetzt.
Die Figur Rachel hat ein traumatisches Erlebnis in ihrer Kindheit, in der ihre Schwester nach einer langen Krankheit stirbt, während ihre Eltern sie daheim allein gelassen haben. Ähnlich zu diesem ist Stephen Kings Großmutter gestorben, während er daheim allein gelassen worden ist.
Der Autor Stephen King hält die Geschichte dieses Buches persönlich für die furchtbarste Geschichte, die er je verfasst hat, und spricht davon, damit eine persönliche Grenze überschritten zu haben.

## Ausgaben
- Stephen King: Friedhof der Kuscheltiere. (Originaltitel: Pet Sematary). Hoffmann und Campe, Hamburg 1985, ISBN 3-455-03736-4.
- Stephen King: Friedhof der Kuscheltiere. (Originaltitel: Pet Sematary). Genehmigte, ungekürzte Taschenbuchausgabe. Heyne, München 1988, ISBN 3-453-00786-7.
- Stephen King: Friedhof der Kuscheltiere. (Originaltitel: Pet Sematary). Ungekürzte Ausgabe. Ullstein, Berlin 2005, ISBN 978-3-548-26310-6.
- Stephen King: Friedhof der Kuscheltiere. (Originaltitel: Pet Sematary). Überarbeitete, vollständige deutsche Taschenbuchausgabe. Heyne, München 2011, ISBN 978-3-453-43579-7.